# パシフィック・リム: アップライジング
『パシフィック・リム: アップライジング』(Pacific Rim: Uprising)は、2018年のアメリカ合衆国のSF怪獣映画。監督はスティーヴン・S・デナイト、出演はジョン・ボイエガとスコット・イーストウッドなど。2013年公開の映画『パシフィック・リム』の10年後を描いた続編。

## ストーリー
2035年、異次元の生命体「プリカーサー」が巨大な怪獣を送り込んだ裂け目が閉ざされた「裂け目の戦い」から10年後、司令官スタッカー・ペントコストの息子で元イェーガーパイロットのジェイクは、カリフォルニア州サンタモニカでイェーガーのパーツを盗み、違法転売に手を染めながら生計を立てていた。戦地から集めたパーツであるイェーガーのパワー・コアの一部を盗んだ15歳のイェーガー愛好家の少女アマーラ・ナマーニの秘密の工房に忍び込んだジェイクは、アマーラの操縦する小型の一人乗りイェーガー・スクラッパーと法執行機関イェーガー・ノベンバー・エイジャックスとの激しい逃走に巻き込まれ、環太平洋防衛軍 (PPDC)に逮捕される。ジェイクの養姉で事務総長森マコは、無罪放免を条件にPPDCでパイロットの教官として指導を命じられ、アマーラを訓練生として迎え入れる。
中国のモユランにあるシャタードーム基地に到着したジェイクは、疎遠になっていた同期のパイロット、ネイサン・”ネイト”・ランバートとコンビを組んでイェーガーパイロットの訓練生の教育を行いつつ、第六世代イェーガー、ジプシー・アベンジャーのパイロットの任務に就く。ネイトとマコは、リーウェン・シャオがニュートン・ガイズラー博士と共にシャオ産業が開発した新型の無人機イェーガーによって、イェーガー計画が脅かされていることを説明する。マコはシドニーで開催されるPPDC評議会で無人機の採用を決定するために出席する予定だったが、その会議場に突如現れた所属不明のイェーガー、オブシディアン・フューリーが会場を襲撃し、警備に出動していたジェイクとネイトのイェーガー、ジプシー・アベンジャーは迎撃するが、マコは戦闘に巻き込まれ命を落としてしまう。オブシディアン・フューリーは、援護のイェーガーたちが到着する前に海へ逃げる。正体不明の敵の出現にPPDC評議会はシャオ産業の無人機イェーガーを採用することを決め、リーウェンは無人機の数十機の48時間以内の配備をニュートに指示する。
死の間際にマコが遺したデータをPPDC所属のハーマン・ゴットリーブ博士の解析により、マコはシベリアにある廃棄されたイェーガーの動力コアを作る工場の場所を送信していた。ジェイクとネイトはジプシー・アベンジャーでそこへ向かうが、オブシディアン・フューリーが施設を破壊し、2人はオブシディアン・フューリーとそこで戦闘になる。当初はオブシディアン・フューリーが優勢だったが、ジプシー・アベンジャーがオブシディアン・フューリーを圧倒。動力コアを破壊すると、オブシディアン・フューリーは人間ではなく、地球で手を加えられた怪獣の第二の脳によってコントロールされていることがわかった。
そんな中、PPDCの基地に運び込まれたフューリーの残骸に興味を持ったアマーラは訓練生の仲間と共に無断で残骸を調べるがその際に訓練生のオーヤン・ジナイが負傷したためにアマーラは独断行動を司令官チュアンに咎められ、追放処分が下る。ジェイクと面会したアマーラはフューリーに使われていた機械部品がシャオ産業製であるということを伝え、それを聞いたジェイクらはハーマンにシャオ産業に出向き、ニュートに会って無人機についての情報入手を依頼する。
完成したシャオ産業の無人機は各拠点に輸送され、それぞれの場所に到着すると、無人機が暴走を始める。怪獣とイェーガーのハイブリッドは同時に全てのシャッタードーム基地を攻撃し、多くの死傷者を出し、ほぼ全てのイェーガーを大破させた。ジェイクたちの基地にも輸送された2機の無人機も攻撃を開始し、チュアンが死亡した。一方、シャオ産業にてニュートとハーマンは無人機を停止させようとするが、ニュートが怪獣とイェーガーのハイブリッドに環太平洋全域に複数の裂け目を開けるよう命令したことから、ハーマンはニュートが事件の影に黒幕がいることを突き止める。ニュートの精神はプリカーサーに取り憑かれ、彼とハーマンが10年前に怪獣の脳と一緒にドリフトしたときにリンクしたことが原因で、プリカーサーの地球侵略計画を確実に進めるために、マコを亡き者にした上で、シャオ産業の開発ラインが殆ど自動化しているのをいいことに無人機とオブシディアン・フューリーに怪獣の細胞を培養した脳を埋め込み、無人機はエネルギー波を放って地球各地に裂け目を作り、大量の怪獣を地球に運び込もうとするが、ハーマンはニュートの計画を知ったリーウェンの協力で無人機を停止させ、裂け目を閉じるが、ハクジャ、シュライクソーン、ライジンの3体が地球への侵入を許してしまい、ハーマンの調べでプリカーサーの真の目的が、怪獣の血液には特定のレアメタルに対して爆発的な反応を示す特徴を持っており、富士山を怪獣の血で爆発させ、環太平洋地域の火山帯を噴火させ、大気中に有害物質を放出し、地球上のすべての生命を絶滅させ、同時にプリカーサーの地球に移住させることであることに気づく。
ハーマンとリーウェンがPPDCの4機のイェーガーを修理する間、パイロット候補生たちは召集され、ハーマンは怪獣の血液を動力源とするロケット推進器を開発し、チームを東京に送り出す。東京に来襲した3体の怪獣の前に4体のイェーガーは着陸を果たし、戦闘を始める。当初は互角の戦いを展開する両陣営だったが、ニュートはシャオ産業の工場から小型怪獣ロボット「リーパー」を取り寄せて「メガ・カイジュウ」として合体させた。凄まじい戦闘力を持つメガ・カイジュウの前にまず一番槍を務めたガーディアン・ブラーボが撃破され、セイバー・アテナ、ブレイザー・フェニックスも破壊されてしまい、残るジプシー・アベンジャーも攻撃を受け、パイロットのネイトが重傷を負って戦闘不能に陥る。ジェイクはブレイザー・フェニックスより脱出を果たしていたアマーラと共に、負傷したネイトに代わってジプシー・アベンジャーを操縦し、メガ・カイジュウに立ち向かう。リーウェンはスクラッパーを遠隔操作で操縦し、二人を助けるためにロケットを見つけてジプシーに溶接し、スクラッパーを乗せたイェーガーを大気圏に突入させ、地球に再突入して富士山火口に到達していたメガ・カイジュウを倒し、ジェイクとアマーラはスクラッパーで脱出し生き延びる。ニュートはメガ・カイジュウの死亡に怒り、「プランB」を発動しようとするが、ネイトによって殴られ、身柄を確保される。その後、ジェイクは拘束中のニュートと話し、ニュートはプリカーサーが地球に襲い続けると脅すが、ジェイクは人類は来るべき戦いに備えていると述べる。

## 登場人物
※括弧内は日本語吹替。
ジェイク・ペントコスト
演：ジョン・ボイエガ（中村悠一）
前作で戦死したペントコストの実子で、マコとは姉弟同然に育った為、姉として慕っている。十年前はイェーガーのパイロットであったが、ネイサンとの喧嘩の後、単独でもイェーガーを動かせると無断搭乗して転倒させたことで、ペントコストから軍籍を剥奪され、それ以後は復興していない街などで盗みを働くといった放蕩三昧な生活を送っていた。
アマーラ共々逮捕された後、マコにイェーガーパイロットの教官になることを条件に釈放されて復隊する。ジプシー・アベンジャーのパイロットも乗り気ではなかったが、マコの死をきっかけに真のパイロットとして覚醒していく。
ネイサン・ランバート
演：スコット・イーストウッド（小野大輔）
ジェイクの同期で、現在では訓練兵の教官を務めている。愛称はネイト。
過去の因縁から再会した当初はジェイクに嫌味を垂れていたが、ジプシー・アベンジャーのパイロットとして共に認め合うようになる。
アマーラ・ナマーニ
演：ケイリー・スピーニー（早見沙織）
本作のヒロイン。復興途中の街に住む少女で、十年前のインスレクターの襲撃で両親と兄を失い、心の底から怪獣を憎んでいる。その為にいずれ怪獣が戻った時に備え、イェーガーのスクラップをかき集め、一人でも動かす事の出来る小型イェーガー「スクラッパー」を造っていた。
ジェイク共々逮捕された後は、イェーガーの知識を見込まれて訓練兵になるが、過去の記憶に苛まれてうまくドリフトできなかった。しかしジェイクの助言や激励を受けて克服し、最終決戦ではブレーサー・フェニックスのパイロットになる。
森マコ
演：菊地凛子（林原めぐみ）
本作では一線を退き、事務総長として働いている。義弟であるジェイクを気にかけており、何度も釈放の手助けをしてきたが、いつまでも更生しない為、イェーガーパイロットの教官になることを条件にして復隊させる。
ドローン・イェーガー採用可決の会議の為に訪れたシドニーで、オブシディアン・フューリーの攻撃を受けて死亡するも、死の間際にその謎を突き止めメッセージを送った。
ニュートン・ガイズラー
演：チャーリー・デイ（古谷徹）
本作ではPPDCを退職し、シャオ産業の研究チームのトップとしてドローン・イェーガーの開発を行っている。
前作で怪獣の脳とのドリフトを経験し、その後も個人的に入手した怪獣の脳を「アリス」と呼んで頻繁にドリフトを多用した結果、精神に干渉してきたプリカーサーに完全に洗脳されてしまい、密かにシャオ産業の生産ラインを利用して、怪獣用の対イェーガー兵器を開発しており、地球を窮地に追い込んでしまう。
ハーマン・ゴットリーブ博士
演：バーン・ゴーマン（三ツ矢雄二）
本作でも引き続きPPDCの科学士官を務めている。怪獣が戻ることを懸念し、イェーガーが長距離からでも現場に駆け付けられるよう、怪獣の血液を燃料としたロケットブースターを考案していた。
最終決戦では戦死したチュアンに代わって司令官代理を務め、自身が考案したロケットブースターをイェーガーに装備させた。
リーウェン・シャオ
演：ジン・ティエン（魏涼子）
PPDCと協力関係にあるシャオ産業の女社長で、自社が開発したドローン・イェーガーを配備する為あらゆる手段を講じている。
ハーマンと協力してドローン・イェーガーの暴走を止めた後は、ニュートンの裏切りを見抜けず怪獣の再来を招いてしまった罪悪感から、ジェイク達に協力するようになっていく。
ジュールス・レジェス
演：アドリア・アルホナ（坂本真綾）
シャッタードームでイェーガーの整備を担当している技師。
かつてジェイクとネイサンは彼女を巡って対立することとなったが、彼女自身がどちらに気があるのかは不明。
チュアン司令官
演：マックス・チャン（子安武人）
モユラン・シャッタードームの司令官。ドローン・イェーガーの攻撃により死亡する。
スレシュ
演：カラン・ブラル（花江夏樹）
インド人の訓練兵で最年少。父親が形成外科の為、訓練兵仲間からは「おっぱいちゃん」というあだ名を付けられている。
最終決戦ではガーディアン・ブラーボに搭乗して戦うも、メガ・カイジュウとの戦闘で戦死してしまう。
ヴィクトリア
演：イヴァンナ・ザクノ（森なな子）
ロシア出身の訓練兵で、愛称はヴィク。
入隊まで何度も試験に落ちていた経緯から飛び入りで入隊したアマーラを目の敵にしていたが、アマーラが追放された時には気遣う言葉をかけ、最終決戦ではブレーサー・フェニックスのパイロットとしてチームを組むことになる。
ジナイ
演：ウェスリー・ウォン（畠中祐）
中国出身の訓練兵。アマーラには当初から気さくに話しかけて打ち解けていた。
無断でオブシディアン・フューリーの中に入った際、怪獣の体液で負傷するも大事には至らなかった。最終決戦ではブレーサー・フェニックスのパイロットとしてアマーラ、ヴィグトリアとチームを組んで戦う。
リョウイチ
演：新田真剣佑（新田真剣佑）
日本人の訓練兵。ネイサンの来訪をいち早く察知して他の訓練生に整列を促す役目。
最終決戦ではセイバー・アテナのパイロットを務める。
レナータ
演：シャーリー・ロドリゲス（春名風花）
ラテン系の訓練兵で、セイバー・アテナのパイロットとしてリョウイチとチームを組む。
イリヤ
演：リーヴァイ・ミーデン（石川界人）
訓練兵の一人で、最終決戦ではガーディアン・ブラーボに搭乗する。
メガ・カイジュウとの戦いで重傷を負うも、一命はとりとめた。
メイリン
演：リリー・ジー（逢田梨香子）
中国出身の訓練兵で、最年長者。最終決戦には負傷のため不参加。
タヒーマ
演：ラハート・アダムス（土屋神葉）
マルタ出身の訓練兵。最終決戦には負傷のため不参加。

## イェーガー

### PPDCイェーガー
| 機体名                       | 世代    | 初出動 | 全高 | 重量   | 機体色   |
| ---------------------------- | ------- | ------ | ---- | ------ | -------- |
| ジプシー・アベンジャー       | 第6世代 | 2034年 | 82m  | 2,004t | 青       |
| ブレーサー・フェニックス     | 第5世代 | 2025年 | 71m  | 2,128t | ベージュ |
| セイバー・アテナ             | 第6世代 | 2033年 | 77m  | 1,628t | 朱       |
| ガーディアン・ブラーボ       | 第6世代 | 2033年 | 73m  | 1,975t | 赤/白    |
| タイタン・リディーマー       | 第6世代 | 不明   | 不明 | 不明   | 緑       |
| ノーベンバー・エイジャックス | 第6世代 | 不明   | 不明 | 不明   | 青       |
| バロー・オメガ               | 第6世代 | 不明   | 不明 | 不明   | 黄       |

ジプシー・アベンジャー
パイロット：ジェイク・ペントコスト、ネイト・ランバート
前作の主人公機であるジプシー・デンジャーの後継機。近接戦武器の「エルボーロケット」「チェーン・ソード」、プラズマ砲「プラズマキャスター」はVer2.0に改良されている他、新たに「グラビティ・スリング」を装備し、重量物を捕縛して敵にぶつけることが可能になった。
ブレーサー・フェニックス
パイロット：アマーラ・ナマーニ、ジナイ、ヴィク
三人乗りのイェーガー。火力重視の機体で腹部に重機関砲「ボルテックス・キャノン」を備え、パイロットの一人はそのガンナーを務める。砲身は正面だけでなく、背面にも移動でき、死角をカバーする。最終決戦前には無人機との戦闘で大破喪失したタイタン・リディーマーの｢M-19 モーニングスター」を新たに装備している。
セイバー・アテナ
パイロット：レナータ、リョウイチ
細身の高機動型イェーガー。イェーガー史上で最速のスピードを誇り、2本の電磁剣による近接戦闘を主にする。電磁剣は2本を組み合わせることで1本の大型剣に変形可能。
ガーディアン・ブラーボ
パイロット：スレシュ、イリヤ
遠距離戦型のイェーガー。脇部に電磁パルスグレネードランチャーや碗部に機関砲を備える他、間合いを取って攻撃できる近接武器「Elec16アークウィップ」という電磁鞭を装備している
タイタン・リディーマー
左腕に｢M-19 モーニングスター」を装備するイェーガー。
無人機のPPDC基地襲撃の際にこれを迎撃するも大破、それでも尚無人機一機を撃破したが、直後にコクピットに攻撃を受け撃破されている。
バロー・オメガ
無人機のPPDC基地襲撃襲撃の際に撃破されたイェーガーの一体。
ノーベンバー・エイジャックス
スクラッパーに乗って逃走するアマーラとジェイクを捕縛したイェーガー。

### その他のイェーガー
| 機体名                     | 全高 | 重量 | 機体色 |
| -------------------------- | ---- | ---- | ------ |
| スクラッパー               | 12m  | 278t | 青/白  |
| オブシディアン・フューリー | 不明 | 不明 | 黒     |
| ドローン・イェーガー       | 不明 | 不明 | 白     |

スクラッパー
パイロット：アマーラ・ナマーニ
遠隔操縦時：リーウェン・シャオ
アマーラが独自に開発していた小型のイェーガー。手に入る部品やスクラップを利用して作られており、小型であるため一人で操縦する事が可能であり、高い機動力を誇る。ノーベンバー・エンジャックスに捕獲された後にPPDC基地に運び込まれ、リーウェンによって遠隔操作可能な無人機に改造されていた。
PPDC基地に運び込まれた後、いくつかの新武器も追加されており、終盤ではそれを利用してジプシーの腕にロケットを溶接した。
オブシディアン・フューリー
シドニーのドローン・イェーガーの採用可決会議を強襲した、所属不明の漆黒のイェーガー。
その正体は、ニュートンが密かにシャオ産業製のイェーガーのパーツに怪獣の細胞を組み合わせて作った、怪獣とイェーガーのハイブリッドともいえるサイボーグ。怪獣の細胞によって高い運動性能を持つほか、肩のミサイルランチャーに胸部の熱線砲、両碗のチェーンソードと豊富な装備を持ち、高い戦闘力を誇ったがジプシーによって倒され、その正体が判明する事になった。
ドローン・イェーガー
シャオ産業が開発した無人のイェーガー。白くシンプルなボディを持ち、操縦はシャオ産業本社にてパイロットが遠隔操縦を行うはずだった。実は開発者のニュートンによって怪獣の頭脳細胞が中枢部分に組み込まれており、その正体を現すと内部から怪獣のパーツが出現し、グロテスクな姿と変貌する。
世界各地にある怪獣が出現するための閉じていた裂け目のポイントに向かい、胸部プラズマキャノンを利用して裂け目を解放しようとしたが、強制停止させられて失敗して全機機能停止した。

## 怪獣
| 怪獣名           | カテゴリー  | 出現時期 | 攻撃目標                               |
| ---------------- | ----------- | -------- | -------------------------------------- |
| インスレクター   |             | 2022年   | アメリカ、カリフォルニア州サンタモニカ |
| ハクジャ         | カテゴリー4 | 2035年   | 日本、メガ東京                         |
| シュライクソーン | カテゴリー4 | 2035年   | 日本、メガ東京                         |
| ライジン         | カテゴリー5 | 2035年   | 日本、メガ東京                         |
| メガ・カイジュウ | カテゴリー6 | 2035年   | 日本、富士山                           |

メガ・カイジュウ
ハクジャ、シュライクソーン、ライジンの3体の怪獣を「リッパー」によって強制的に合体させられた合体怪獣。
その為、「第二の脳」と呼ばれる補助脳が3個存在するという異常な個体となっているだけでなく、異常な攻撃性能を持っており、迎撃に来ていたイェーガーを全て行動不能にしている。
最後は富士山頂にて、ロケットブースターで高度から突っ込んできたジプシー・アベンジャーの大質量特攻によりバラバラにされて絶命した。

## 製作
2012年、ギレルモ・デル・トロは『パシフィック・リム』公開前の時点で続編の構想を抱いていることを述べており、2014年後半にザック・ペンと共に数か月間構想を練っていたことが報じられた。同年6月にはデル・トロが続編の監督を務めること、2017年4月7日に公開されることが配給を担当するユニバーサル・ピクチャーズから発表された。
2015年7月、同年11月から撮影が開始されることが報じられたが、レジェンダリー・ピクチャーズとユニバーサルの意見対立が起き、撮影が中止された。双方の対立により製作の目途が立たないことから、ユニバーサルは公開を無期限に遅らせることを発表した。しかし、デル・トロは続編の製作を諦めておらず、同年10月には脚本と予算をスタジオに提示したことを公表した。
2016年1月、中国の大連万達グループが35億ドルでレジェンダリーを買収した。前作が中国でもヒットしていたため、続編の製作が大連万達グループ資本の下で再始動する可能性が報じられた。しかし、買収の影響で製作時期に遅れが生じたため、デル・トロは『シェイプ・オブ・ウォーター』の製作を優先して監督を降板し、同年2月にスティーヴン・S・デナイトが続編の監督を担当すること、自身はプロデューサーとして製作に参加することをTwitterで公表した。デル・トロは『パシフィック・リム』のアニメシリーズで使用するために用意したアイディアを提供し、いくつかのアイディアをデナイトは続編に採用している。5月12日にはデレク・コノリーが脚本を書き直したことが報じられた。同年6月、ジョン・ボイエガとスコット・イーストウッドが出演することが発表された。一方で、前作で主演を務めたチャーリー・ハナムはスケジュールの都合が付かず、出演を断念している。11月9日からオーストラリアで主要撮影が開始され、12月14日にはタイトルが「Pacific Rim: Uprising」であることが発表された。当初、タイトルは「Pacific Rim: Maelstrom」と報じられていた。
2017年2月、新型イェーガー3機のデザインが発表された。3月8日からは中国の青島東方影都での撮影が開始され、3月30日に撮影が終了した。

## 公開
2018年3月23日に3D、IMAXで公開される予定となっている。元々は2017年4月7日に公開される予定だったが、同年8月4日に変更された後に2018年2月23日に再度変更されるが、さらに1か月延期され3月23日公開に決定した。
北米では『ミッドナイト・サン 〜タイヨウのうた〜』、『名探偵シャーロック・ノームズ』、『アンセイン 〜狂気の真実〜』、『パウロ 愛と赦しの物語』と同じ週に3,703劇場で公開され、2,200万ドルから2,900万ドルの興行収入を記録すると予想された。木曜日の深夜上映の興行成績は前作を下回る235万ドルを記録し、公開初週の興行成績は2,800万ドルとなり、公開6週目の『ブラックパンサー』を抜き興行収入ランキング1位にランクインした。
韓国では3月22日に公開されランキング1位となり、観客動員数8万2,486人を記録した。中国でもランキング1位となり、公開初日で2,136万ドルの興行収入を記録し、2日目と合わせて4,859万ドルの興行成績を収めた。国際市場では公開初日に6,500万ドルの興行収入を記録し、公開第1週には1億2,250万ドルの興行成績を収めた。

## 批評
Rotten Tomatoesには184件のレビューが寄せられ、支持率45%、平均評価5/10となっており、「『パシフィック・リム: アップライジング』は繊細さ、またはオリジナリティーにおいて少しのポイントも得ることはないが、オリジナルのファンが探し求めたロックン・ソックン・ロボット対怪獣は充分なスリルを届けた」と批評している。Metacriticでは44件の批評に基き44/100のスコアを与えており、CinemaScoreでは「A-」評価となっている。
AP通信のマーク・ケネディは3.5/4の星を与え、前作で夜の戦闘を描いたデル・トロとは対照的な日中の戦闘を描いたデナイトと、ボイエガとスピーニーの演技を称賛した。Metroのメル・エヴァンスは4/5の星を与え、ボイエガの演技力を称賛し、イーストウッドとの共演に注目した。デイリーニューズのイーサン・サックスは3/5の星を与え、ボイエガとスピーニーの演技を評価し、ボイエガが演じたジェイクを『スター・ウォーズシリーズ』のハン・ソロと比較している。しかし、キャラクターのバックストーリーについては「巨大モンスターとロボットの戦いを描く映画においては、それほど必要とはされていない」と批判している。
シカゴ・サンタイムズのリチャード・ローパーは2/4の星を与え、「クライマックスの戦闘は永遠に感じられ、半世紀前のモンスター映画の巨人のハイテク・アップデートのように見える。巨大なトカゲの怪物に踏み潰される東京の住民の光景でさえ、何も新しいことをしていないことを思い出させる」と批評している。IndieWireのデイヴィッド・エールリッヒは「C-」評価を与え、「オリジナル最大の間違いを修正しながら、一部のより偏った魅力を強調した一般的で面白い続編」と批評している。

## Blu-ray /DVD
2018年10月11日発売。レンタル、配信も同時開始。
- 【Blu-ray】パシフィック・リム：アップライジング　アルティメット・コレクターズ・エディション　-シベリア対決セット- ＜３０００セット限定生産＞
- 【Blu-ray】パシフィック・リム：アップライジング　３Ｄブルーレイ＋ブルーレイセット
- 【Blu-ray】パシフィック・リム：アップライジング　4K ULTRA HD＋Blu-rayセット
- 【Blu-ray】パシフィック・リム：アップライジング　スチール・ブック仕様　ブルーレイ＋DVDセット ＜４０００セット限定生産＞
- 【Blu-ray】パシフィック・リム：アップライジング　ブルーレイ＋DVDセット

※ 2018年10月18日発表のオリコン週間BDランキングで『パシフィック・リム：アップライジング ブルーレイ＋DVDセット』が発売初週に1.4万枚を売り上げ、初登場1位になった。

## 続編構想
デナイトは続編について、本作の結末が直接的に第3作に繋がるようなクリフハンガーにはならないが、繋がる可能性は残したいと述べている。また、第3作以降のシリーズ化やスピンオフ作品、コミック作品やアニメ作品などの製作も視野に入れている。この他にも、レジェンダリーが製作しているモンスターバースへの合流についても話し合いを重ねていることを明言している。しかし、プロデューサーのケイル・ボイターはモンスターバースへの合流について「合流の計画はない」と否定しており、他のアイディアがあると述べている。
なお、デナイトは日本での劇場公開に際してコラボアートを担当したアニメーター・大張正己との対談において彼と意気投合しており、続編を製作する場合にはイェーガー1体のデザインを担当させて欲しいという大張の要望を快諾している。

## アニメ
2018年11月8日、大手配信サイトNetflixが本作のアニメを配信することを発表した。